# 로젠보리 백작 잉골프
로젠보리 백작 잉골프(Count Ingolf of Rosenborg, 1940년 2월 17일 ~ )는 덴마크의 백작이자 전 왕자이다. 덴마크 왕자 잉골프로 태어난 그는, 그의 첫 사촌인 마르그레테 공주와 그녀의 두 명의 여동생들보다 그의 왕조의 분파를 뒤로 하고, 1953년에 여성들이 왕위를 계승할 수 있도록 헌법이 바뀌기 전까지 언젠가는 왕이 될 것처럼 보였다. 그는 이후 평민과 결혼하기 위해 그의 왕자 계급과 왕위에 대한 권리를 포기했다.
그는 외스터 스타업 콜딩의 에겔란드 신들의 지주이다.